# Bassin houiller de Carmaux

Localisation du gisement sur la carte des bassins houillers français.

Le bassin houiller de Carmaux est situé sur les communes de Carmaux et Blaye-les-Mines, dans le département du Tarn.  

## Histoire
Il est utilisé dès le Moyen Âge par les agriculteurs, qui le remontent à la surface par leur charrue. L'exploitation rationnelle à grande échelle dans des galeries dure du XVIIIe siècle aux années 1980.  
La fermeture des puits, en 1987, donne le signal de l'exploitation d'une mine à ciel ouvert qui fonctionne de 1989 à 1997. À cette date, l'exploitation cesse sur l'ensemble du site, malgré la réserve encore importante de minerai. 